# Paloma brava (álbum de Rocío Jurado)
Paloma brava es el 20º álbum de estudio grabado por la cantante española Rocío Jurado. Lanzado por el sello discográfico británico EMI en 1985, contó con la composición y producción de Manuel Alejandro, Ana Magdalena y David Beigbeder. El álbum triunfa con canciones como "Se nos rompió el amor", "Vibro" y "Paloma brava".

## Lista de canciones
Todas las canciones escritas y compuestas por Manuel Alejandro y Ana Magdalena.

| A   |                         |          |  |
| N.º | Título                  | Duración |  |
| 1.  | «Se nos rompió el amor» | 4:38     |  |
| 2.  | «Se va a reír de ti»    | 4:42     |  |
| 3.  | «Vibro»                 | 4:16     |  |
| 4.  | «Distante»              | 3:32     |  |
| 5.  | «Paloma brava»          | 3:54     |  |

| B   |                             |          |  |
| N.º | Título                      | Duración |  |
| 1.  | «Mejor te vas»              | 4:51     |  |
| 2.  | «Lo sabemos los tres»       | 4:43     |  |
| 3.  | «Como siempre que no estas» | 4:00     |  |
| 4.  | «Perros perdidos»           | 4:15     |  |
| 5.  | «Mi bruto bello»            | 4:04     |  |

| CD  |                             |          |  |
| N.º | Título                      | Duración |  |
| 1.  | «Se nos rompió el amor»     | 4:31     |  |
| 2.  | «Se va a reír de ti»        | 4:33     |  |
| 3.  | «Vibro»                     | 4:12     |  |
| 4.  | «Distante»                  | 3:27     |  |
| 5.  | «Paloma brava»              | 3:51     |  |
| 6.  | «Mejor te vas»              | 4:43     |  |
| 7.  | «Lo sabemos los tres»       | 4:31     |  |
| 8.  | «Como siempre que no estás» | 3:54     |  |
| 9.  | «Perros perdidos»           | 4:17     |  |
| 10. | «Mi bruto bello»            | 4:01     |  |